# Matteo Gentili (medico)
Matteo Gentili (San Ginesio, 1517 – Londra, 1602) è stato un medico e filosofo italiano, padre di Alberico e Scipione Gentili e archiatra della regina Elisabetta I.

## Biografia

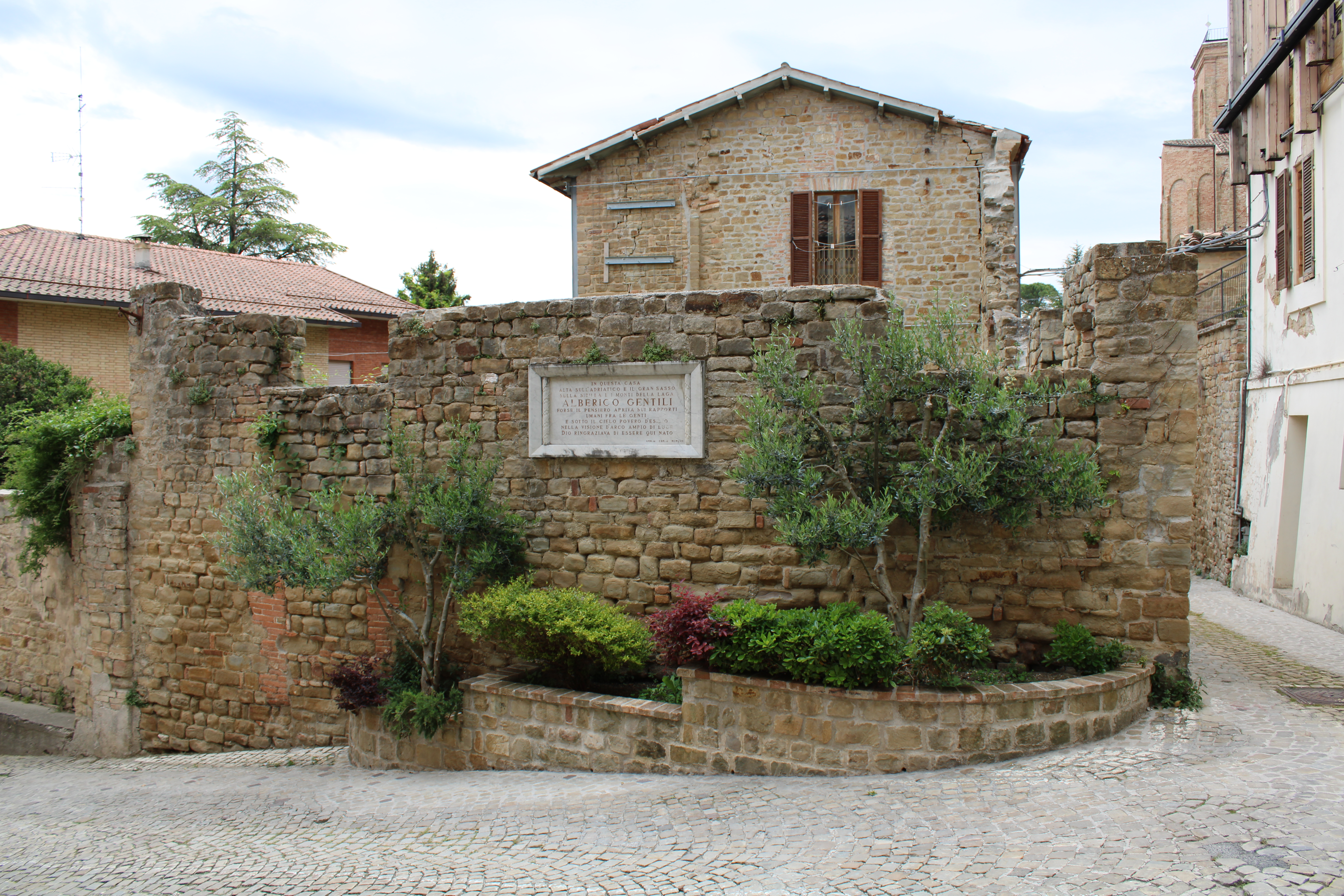
Casa dei Gentili

Nato a San Ginesio da Gregorio Gentili (o Lucentino) e Clarice Matteucci, originaria di Fermo, Matteo si distinse negli studi del diritto e nell'utilizzo delle armi. Da giovane studio medicina, influenzato dal padre e dal fratello Pancrazio, Matteo studiò presso l'Università di Perugia e in quella di Pisa.  In questa università risultava iscritto come matricola il 9 novembre 1548 come "scholaris artista" e con la qualifica di "consiliarius pro natione Marchianorum". Il 13 maggio del 1549, Matteo conseguì il titolo dottorale in filosofia e medicina, sostenuto e spronato da quattro promotori, tra cui Simone Porzio. Nella sua permanenza a Pisa frequentò i corsi di Giovanni Argentier. Nel 1548 tornò a San Ginesio e l'anno seguente sposò Lucrezia Petrelli, figlia del capitano Diodoro Petrelli, da cui avrà sette figli: il primogenito Alberico, Manilio, Antonio, Nevida, Vincenzo, Scipione e Quinto. Lavorò come medico fisico nel 1552 e nel 1558 si recò in missione a Tolentino, dove fu poi ingaggiato per la condotta medica con la retribuzione annua di 200 fiorini, incrementata di altri 40 fiorini nel 1559, e portata a 300 nel 1560. Restò a Tolentino fino al 1562. Con i fiorini guadagnati, contribuì a sostenere il bilancio della Comunità. Tornato nel paese di origine, Matteo cercò di intervenire nei contrasti locali, ma senza successo. Tale fallimento lo portò a rifiutare la condotta offertagli dalla cittadinanza di San Ginesio.
Nel 1566 va a Borgo San Sepolcro dove esercitò il medico fino al 1571. Il Consiglio cittadino di Ascoli lo nominò medico al posto del fratello Pancrazio, deceduto pochi mesi prima, con l'onorario di 350 fiorini e l'uso di abitazione. Nel 1572 e 1573 fu nuovamente confermato medico. La sua presenza influenzò efficacemente il governo locale, facendo nominare il figlio Alberico, nel 1572, alla carica di vicepodestà. Rientrato a San Ginesio, nel 1574 entrò nel Consiglio generale dei Cento e nella Confraternita del Sacro Cuore di Gesù come priore.
Nel 1579 le denunce del tribunale inquisitoriale  spinsero Matteo ad allontanarsi da San Ginesio, in compagnia dei figli Alberico e Scipione, per evitare il processo e il carcere. Transitarono per Trieste per arrivare a Lubiana, dove i fuggiaschi potevano contare sulla protezione di Niccolò Petrelli, suo cognato, che li raccomandò al barone Khisl von Kaltenbrunn. Il 27 agosto 1579 venne nominato protomedico del ducato di Carniola. Nel mentre, Matteo e il figlio Alberico, oltre al nipote Gregorio e al cugino Pietro Gentili, furono vittime della damnatio memoriae.
Nel 1580 fu costretto a rifugiarsi in Inghilterra, precisamente a Londra, dove acquistò un certo ruolo nella Chiesa italiana di Londra. Nel 1581 era, infatti, ricordato negli atti del concistoro per un intervento di pacificazione nei confronti di un dissidente, Gaspare de' Gatti, e nel 1582-1583 venne qualificato come "physician" e membro della Chiesa italiana. Nel 1591, con la morte della moglie Lucrezia, seppellita nell'Auditorium Sant'Agostino, tutti i figli, esclusa Nevida e lui stesso, vennero esclusi dal testamento, poiché avevano abbandonato la patria e la fedeltà alla tradizione cattolica. il 1º ottobre 1599 e 1600, Matteo e il figlio Alberico, indicati entrambi con il titolo dottorale, ricevevano un sussidio previsto da Elisabetta I per gli esuli di religione. Matteo morì nel 1602 in data sconosciuta, dopo essersi ammalato gravemente nel 1581. Venne sepolto il 26 febbraio nella Chiesa di sant'Elena a Bishopsgate.

## Opere
Le opere di Matteo, sono lettere e commenti.

### Scritti a Pisa
Di ciò che scrive Matteo a Pisa, abbiamo solo uno scambio epistolare con un altro medico marchigiano. 

### Scritti a Tolentino
- Annotazioni e le postille a un incunabolo del Canzoniere di Francesco Petrarca.

Le annotazioni nel 1700, possedute da un nobile bolognese era ricco di note, particolarmente sui sonetti contro la corte romana.
- Scambio di lettere con Giano Matteo Durastanti, medico marchigiano.

Lo scritto di Matteo, nella stampa Ziletti, reca la data 21 gennaio 1560. Il testo comtine quattro quesiti: se fosse opportuno accettare nella teoria medica il dogma del Fernelio (cioè Jean-François Fernel, medico curante di Enrico II di Francia), pensiero seguito da Giovanni Argentier, "de triplici morborum genere in similaribus"; se e in quali casi siano attribuibili ai demoni, "quos vulgo spiritus vocant", quali erano le cause di determinate patologie e quale trattamento utilizzare per un paziente indebolito e "malo succo refertus", e quale utilità farmacologica abbia il rabarbaro.

### Scritti a Londra
- Lettera diretta a Jean Hotman de Villers-Saint-Paul, del 26 febbraio 1581.

Nella missiva, Matteo si compiaceva in primo luogo della stima nutrita dal francese nei confronti del figlio, elogiando la "pietas".